# Pseudosinella folsomi
Pseudosinella folsomi är en urinsektsart som först beskrevs av Mills 1931.  Pseudosinella folsomi ingår i släktet Pseudosinella och familjen brokhoppstjärtar. Inga underarter finns listade i Catalogue of Life.